# 电渣焊
电渣焊是指利用电流通过液体熔渣所产生的电阻热进行銲接的一种方法。电渣焊非常适合用于在垂直位置（立焊）或接近垂直位置焊接各种大厚度（25～300毫米）工件，其生产率高，其热效率高达80%（潛弧銲为60%），电能与焊接材料的消耗也比埋弧焊少。但其焊缝晶粒粗大，焊接接头缺乏塑性和冲击韧性，所以焊后需经热处理。
根据使用的电极形状，可分为丝极电渣焊、板极电渣焊、熔嘴电渣焊等。